# Samsø Museum
Samsø Museum, tidligere Økomuseum Samsø, er et kulturhistorisk museum på Samsø, der ligger i Tranebjerg. Museet beskæftiger sig med sammenhængen mellem øens landskab, kultur og mennesker. Museet har skiftende særudstillinger og arrangerer aktiviteter for hele familien især i sommerhalvåret. Museet råder over en række besøgssteder - blandt andet Husmandsstedet Fredensdal, landsbysmedjen i Langemark og biblioteket i Nordby. Samsø Museum har siden 2015 været en del Moesgaard Museum i Aarhus.
Museet hed fra sin grundlæggelse i 1917 Samsø Museum, men fik skiftede i 1995 navn til Økomuseum Samsø, indtil det i forbindelse med fusionen med Moesgaard skiftede tilbage til sit oprindelige navn.